# Magnus Davidsohn

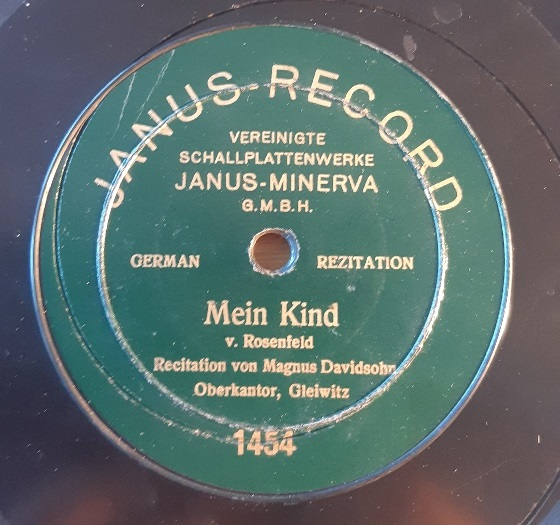
Von Davidsohn besprochene Schallplatte (1908)

Magnus Davidsohn (* 2. November 1877 in Beuthen in Oberschlesien; † 21. August 1958 in Düsseldorf) war ein Opernsänger, Musiklehrer und Oberkantor an der Synagoge Fasanenstraße in Berlin.

## Leben
Magnus Davidsohn war der Sohn von Hermann Davidsohn, der über 40 Jahre Kantor an der Synagoge in Beuthen war. Einer seiner Brüder war der berühmte Bariton Max Dawison (1869–1953). Nach seiner Schulausbildung studierte er Musikgeschichte an der Friedrich-Wilhelms-Universität Berlin und an der Musikhochschule Berlin, später besuchte er in Berlin das Rabbinerseminar. Mit 18 Jahren wurde er zum ersten Mal Kantor, nutzte jedoch dann die Gelegenheit, mit der Protektion Angelo Neumanns Opernsänger am Deutschen Theater in Prag zu werden. Unter dem Namen Magnus Dawison sang er 1899 unter Gustav Mahler die Bassstimme in Beethovens Neunter Sinfonie und den König Heinrich in Wagners Lohengrin.
Nach drei Jahren verließ Davidsohn die Oper und wurde Kantor an der Synagoge in Gleiwitz. Er heiratete Harriet Fröhlich, mit der er bis zu ihrem Tod 1954 zusammenlebte. 1906 wurde die Tochter Ilse geboren.
1912 trat er die Stelle des Oberkantors an der Synagoge Fasanenstraße in Berlin-Charlottenburg an, die er bis 1938 innehatte. In dieser Zeit wurde er Präsident des Allgemeinen Deutschen Kantorenverbandes und Redakteur dessen Zeitschrift Der jüdische Kantor. Darüber hinaus war er als Lehrer am Lehrerseminar des Preußischen Landesverbandes jüdischer Gemeinden tätig.
1939 musste Davidsohn aufgrund der nationalsozialistischen Judenpolitik nach London emigrieren. Dort war Davidsohn Mitbegründer und von 1939 bis 1956 Kantor der New Liberal Jewish Congregation (heute Belsize Square Synagoge), der einzigen deutschsprachigen jüdischen Gemeinde in London. Gemeindevorsitzende war Lily Montagu, Oberrabbiner war Georg Salzberger aus Frankfurt am Main. Davidsohn war gleichzeitig Oberlehrer an der Gemeindeschule und Redakteur des Gemeindeblattes. Er gründete in der Gemeinde eine Beerdigungsgesellschaft (Chewra Kadischa) deren erste Präsidentschaft und spätere Ehrenpräsidentschaft er ausübte.
Am 2. November 1955 trat Davidsohn als Überraschungsgast für seine Tochter Ilse Stanley in der US-amerikanischen Fernsehshow This is your life des Senders NBC auf.
Seine letzten Lebensmonate verbrachte er in Düsseldorf mit Forschungen über verschiedene jüdische und musikhistorische Themen.
Die Stimme von Magnus Davidsohn ist erhalten geblieben auf Platten der Marken Janus-Minerva (Hannover 1908) und Gramophone (Berlin 1909).

## Werke (Auswahl)
- Begegnung mit Gustav Mahler. Central-Verein-Zeitung, 10. Januar 1935, suppl. 1.[9]
- Ein Lehrer des Judentums. Max Abraham zum 50. Geburtstag. in: Jüdische Allgemeine Zeitung, 9. April 1954.
- Es wird nicht untergehen: Jüdisch-liturgische Gesänge aus Berlin, Audio-CD, Barbarossa (Edel), 2005; Aufnahmen verschiedener Interpreten, darunter auch Magnus Davidsohn